# Venouse
Venouse település Franciaországban, Yonne megyében. Lakosainak száma 291 fő (2022. január 1.). Venouse Pontigny, Lignorelles, Montigny-la-Resle és Rouvray községekkel határos.

## Népesség
A település népessége az elmúlt években az alábbi módon változott:
| Lakosok száma | 309  | 306  | 317  | 303  | 301  | 301  | 298  | 294  | 291  |
|               | 2013 | 2015 | 2016 | 2017 | 2018 | 2019 | 2020 | 2021 | 2022 |